# Titoli apodissari
I titoli apodissari sono titoli di credito che istituti di credito di diritto pubblico, come il Banco di Sicilia, erano autorizzati ad emettere.
Erano i cosiddetti polizzini di cassa, per somme fino a £. 50.000, e le fedi di credito, senza limite di somma. Le fedi di credito hanno a suo tempo assunto grande importanza poiché il pagamento della somma su di esse indicata poteva essere riconosciuta all'intestatario anche condizionata al verificarsi di un determinato evento da indicare in clausola sullo stesso titolo. È stata perfino utilizzata per lasciti ereditari. Non era possibile emetterli con la clausola "NON TRASFERIBILE" e il loro ammontare complessivo di emissione doveva trovare la copertura totale presso la Banca d'Italia.